# Gute Freunde (Spiel)
Gute Freunde ist ein Kinderspiel des amerikanischen Spieleautors Alex Randolph. Das Spiel für zwei bis vier Spieler ab fünf Jahren dauert etwa 20 Minuten pro Runde. Es ist im Jahr 1988 bei dem Unternehmen Selecta Spielzeug AG erschienen und gewann im Folgejahr den Sonderpreis Kinderspiel im Rahmen des Spiel des Jahres. 2005 wurde es bei Drei Magier Spiele neu aufgelegt.

## Thema und Ausstattung
Das Spiel baut thematisch auf dem Märchen Der Froschkönig auf. Die Mitspieler versuchen in der Rolle von Fröschen möglichst viele Schätze aus einem Teich zu fischen, um der Prinzessin zu imponieren. 
Der Inhalt der Spieleschachtel besteht neben der Spielanleitung aus 12 Seerosen, vier Fröschen, vier Spezialwürfeln mit 0 bis 2 Augen, 60 Münzen in zwei unterschiedlichen Farben (Gold, Silber) und sieben Steine sowie einen Stoffbeutel. Die Frösche und die Seerosen sind aus Holz gefertigt, die Münzen und die Steine sind farbig lackierte Holzscheiben.

## Spielweise
Zu Beginn des Spiels werden die Seerosen kreisförmig angeordnet. Abhängig von der Spieleranzahl werden Münzen und Steine in den Stoffbeutel gefüllt und durchgemischt. Danach bekommt jeder Spieler eine Froschfigur zugelost und diese werden in einer festgelegten Reihenfolge hintereinander auf benachbarte Seerosenfelder gestellt. Pro Spielfigur wird zudem ein Würfel benötigt.
Der Spieler mit dem Frosch an der letzten Position zieht drei Scheiben aus dem Beutel und legt diese auf das Seerosenfeld hinter seiner Spielfigur. Wenn dabei ein Stein gezogen wird, wird dieser an den Rand der Spielfläche gelegt und eine weitere Münze gezogen. Der Spieler mit dem vordersten Frosch wirft mit seinem Würfel und setzt seine Figur entsprechend dem Wurf vorwärts. Danach folgen die weiteren Spieler und nutzen dabei jeweils einen Würfel mehr als ihr Vorgänger. Wenn ein Frosch auf einem besetzten Feld landet, wird der eigene Frosch hinter den bereits vorhandenen auf das gleiche Blatt gestellt und beide Spieler dürfen als Freunde jeweils eine Münze aus dem Sack ziehen. Immer, wenn ein Stein gezogen wird, kommt dieser an den Rand der Spielfläche und der ziehende Spieler muss eine Goldmünze aus dem eigenen Vorrat abgeben.
Landet ein Spieler auf dem Feld mit den Münzen, darf er diese zu sich nehmen. Danach zieht der Spieler, der aktuell hinten steht, drei neue Scheiben aus dem Beutel und platziert sie auf dem nächsten Seerosenblatt hinter seiner Figur. Wenn weniger als sechs Münzen im Beutel verblieben sind, werden diese alle auf das Seerosenblatt gelegt.
Das Spiel endet, wenn alle Münzen vergeben sind. Die Spieler zählen ihre Münzen, wobei jede Goldmünze soviel wert ist wie drei Silbermünzen. Der Spieler mit dem höchsten Wert gewinnt das Spiel.

## Ausgaben und Rezeption
Das Spiel Gute Freunde wurde von Alex Randolph entwickelt und erschien 1988 bei dem Unternehmen Selecta Spielzeug AG. 2005 wurde es bei Drei Magier Spiele in einer neuen Gestaltung neu aufgelegt.
Es wurde 1989 mit dem allerersten Sonderpreis Kinderspiel im Rahmen des Spiel des Jahres ausgezeichnet. Die Jury begründete die Auszeichnung wie folgt:

„Es ist kein Zufall, dass das Spiel GUTE FREUNDE der Firma Selecta den 1989 erstmals vergebenen Sonderpreis Kinderspiel erringen konnte. Denn Jahr für Jahr überzeugt dieser Verlag mit besonders schön und liebevoll gestalteten Spielen für Kinder im Vorschulalter und für Schulanfänger. (…) Gewonnen haben allerdings alle längst vorher: die Kinder bei der Freude, die sie jedesmal erleben, wenn sie sich zum „Gute Freunde“-Sagen die Hände reichen; die Eltern in dem Bewusstsein, ihren Kindern etwas wirklich Spielenswertes in die Hand gegeben haben.“

## Belege
1. 1 2 3 4 5  Spielbeschreibung, Rezension auf spielphase.de; abgerufen am 24. Dezember 2019
2. ↑  Versionen von Gute Freunde in der Spieledatenbank BoardGameGeek (englisch); abgerufen am 24. Dezember 2019
3. ↑  Gute Freunde auf der Website des Spiel des Jahres e.V.; abgerufen am 24. Dezember 2019